# Il grande colpo (film 2013)
Il grande colpo (Swindle) è un film televisivo del 2013 interpretato da Noah Crawford, Chris O'Neal, Jennette McCurdy, Noah Munck, Ariana Grande, Ciara Bravo e Fred Ewanuick. Basato sul romanzo Swindle di Gordon Korman, il film narra la storia di Griffin, un ragazzo che recupera una preziosa figurina di un suo amico da un venditore senza scrupoli. È stato distribuito in formato DVD il 18 maggio 2014, e in Blu-ray il 15 dicembre 2015.
Il film è andato in onda negli Stati Uniti il 24 agosto 2013 su Nickelodeon con più di 4,2 milioni di spettatori. In Italia è stato trasmesso il 18 aprile 2014 sempre su Nickelodeon ed in seguito viene trasmesso saltuariamente dal canale Super!.

## Trama
Griffin Bing è un ragazzo conosciuto per aiutare tutti a scuola nel momento del bisogno. Il suo migliore amico, Ben Dupree e la sua famiglia rischiano di perdere la loro casa. I due ragazzi trovano una figurina di baseball di Honus Wagner nella casa di Ben e, senza rendersi conto del suo effettivo valore, la vendono a Paul Swindell, il gestore di un banco di pegni, che gliela paga 350 dollari.
La mattina seguente, Griffin e Ben scoprono che Swindell ha affermato di aver trovato la figurina e prevede di venderla per un milione e duecentomila dollari. I due ritornano dall'uomo per farsi restituire la figurina ma lui rifiuta battendo sul fatto che i due ragazzi non conoscevano il reale valore della stessa. Griffin decide così di formare una squadra di criminali inesperti per riprendersi la figurina e rivenderla a un prezzo maggiore e utilizzare i soldi così ottenuti per impedire che la famiglia di Ben lasci la città. La banda è composta, oltre a Griffin e Ben, da Amanda Benson, la seconda ragazza più carina della scuola e capitana della squadra di Cheerleader, Savannah Westcott, un'attrice professionista, e Darren Vader, il bullo della scuola dalla grande forza. I ragazzi all'inizio sono titubanti ma dopo l'offerta di Ben, che promette 25.000 dollari a ognuno di loro dopo aver venduto la figurina accettano. Melissa, la sorella minore di Griffin, vorrebbe far parte della squadra ma il ragazzo glielo impedisce.
Il pomeriggio stesso Griffin e la sua squadra decidono di intrufolarsi nel negozio di Swindell per riprendersi la figurina. La trovano ma, ascoltando una conversazione in videochat di Swindle con Anton Lefevre, un ricco uomo d'affari, che offre a Swindell la possibilità di partecipare all'asta che si terra a Lakeshore Hotel il sabato seguente, Griffin decide di rimettere a posto la figurina perché se Swindell non l'avesse trovata avrebbe denunciato Griffin e Ben per furto. La squadra poi, con l'eccezione di Savannah, è bloccata all'interno del banco dei pegni di Swindle e non possono fuggire in quanto l'allarme è attivato, ma con l'aiuto tempestivo di Melissa - esperta informatica - la squadra esce dal negozio senza far scattare l'allarme e quest'ultima si unisce alla squadra in qualità di hacker.
Griffin decide di mandare Amanda sotto copertura a casa del nerd Eddie, loro compagno di scuola e collezionista di oggetti svariati, sapendo che quest'ultimo è innamorato follemente della ragazza, per cercare qualcosa di valore da poter scambiare con la figurina. Amanda riesce a prendere in prestito da Eddie il Captain CyberTor dalla chioma rossa, ma in cambio vuole un appuntamento con la ragazza.
La squadra arriva all'hotel dove si svolgerà l'asta. Melissa duplica la prenotazione e così prenota una suite extralusso, mentre Savannah si finge la figlia di Swindle e ottiene la chiave della camera prenotata da Melissa mettendo tutto a nome di Swindell. Savannah e Darren fingono di essere una coppia di ragazzi tedeschi che vuole vendere il Captain CyberTor all'asta del signor Lefevre, ma incontrando Swindell all'entrata dell'hotel glielo vendono per 10 dollari. Griffin si spaccia poi per il signor Lefevre e invita Swindle al centro massaggi dell'hotel dove in seguito riceve una telefonata da un collezionista russo di nome Ivan Volkov che da tempo è alla ricerca del Captain CyberTor dalla chioma rossa e che è disposto a pagare 80.000 dollari per averlo. Swindle così decide di venderglielo ma Amanda, grazie alle sue doti di acrobata, si intrufola nella stanza dell'uomo e scambia il bambolotto con uno simile dalla chioma blu. Swindle, tornato nella camera dove alloggiava nel seminterrato recupera il giocattolo dalla chioma rossa non sapendo che è stato scambiato e lo vende a Volkov.
Scoperti da Swindell per una sbadataggine di Ben, la squadra decide di affrontare l'uomo e gli racconta dello scambio dei giocattoli, offrendoglielo in cambio dell'Honus Wagner. Volkov, accortosi della differenza del pupazzo, cerca Swindell per vendicarsi ma questi rifiuta l'offerta e cerca di prendere la statuetta giocattolo con la forza. Nella concitazione la statuetta cade dal balcone della camera dove alloggiava la squadra su una torta nuziale. Swindle e la squadra allora inseguono la statuetta fino alla sala dove deve essere recapitata la torta nuziale irrompendo così a un banchetto nuziale di due sposi greci.
L'irruzione nella festa crea scompiglio e il matrimonio finisce con la distruzione della torta e il lancio della stessa tra i partecipanti. La banda recupera tuttavia il Cybertor e lo offre nuovamente a Swindell in cambio della carta: messo alle strette dall'arrivo del russo il collezionista accetta. Dopo che Swindle se ne va via minacciato da Volkov viene rivelato che quest'ultimo è in realtà il padre di Savannah e che Swindell non era stato pagato con banconote americane ma con una valigetta contenente delle riproduzioni dell'Honus Wagner con la faccia di Swindell stesso. Inoltre un'impiegata dell'hotel vedendo che Swindell stava raggiungendo la sua vettura per ritornare nella sua città gli consegna la fattura di 35.000 dollari che avrebbe dovuto pagare per la suite extralusso prenotata dalla squadra.
Il film si conclude con Ben che, come promesso, consegna ad ognuno 25.000 dollari ricavati dalla vendita della figurina. Egli spiega inoltre alla squadra che non ha più bisogno di soldi, perché suo padre li ha guadagnati grazie ad una sua invenzione e quindi li userà per regalare una bellissima luna di miele agli sposi greci a cui avevano rovinato il matrimonio e per pagare il college a tutti i membri della squadra.
La squadra incontra poi una ragazzina che espone il suo problema: qualche settimana prima aveva portato il suo pappagallo Barry dal veterinario ma andando a riprenderlo aveva saputo da quest'ultimo che il pappagallo era morto. La ragazzina non credette all'affermazione del veterinario in quanto il pappagallo era una specie molto rara che proveniva dall'Amazzonia e valeva molti soldi. Il film si conclude con la squadra che accetta di aiutare la ragazzina.

## Colonna Sonora
Nel film è presente "Call Me Maybe" della cantante Carly Rae Jepsen. La canzone è presente durante la scena nell'ascensore, poi Savannah e Darren cantano una cover del brano al matrimonio.

## Distribuzione
- Stati Uniti: 24 agosto 2013
- Stati Uniti (DVD): 19 marzo 2014
- Stati Uniti (On Demand): 4 dicembre 2015
- Italia: 18 aprile 2014
- Italia (DVD): 18 maggio 2014
- Francia: 30 agosto 2014
- Francia (On Demand): 1º settembre 2014
- Cile: 7 novembre 2013
- Argentina: 7 novembre 2013
- Bolivia: 7 novembre 2013
- Perù: 7 novembre 2013
- Venezuela: 7 novembre 2013
- Uruguay: 7 novembre 2013
- Paraguay: 7 novembre 2013
- Messico: 7 novembre 2013
- Guatemala: 7 novembre 2013
- Panama: 7 novembre 2013
- Rep. Dominicana: 7 novembre 2013
- Belize: 7 novembre 2013
- Colombia: 7 novembre 2013
- Honduras: 7 novembre 2013
- Brasile: 7 novembre 2013

## Personaggi
- Savannah Westcot (Jennette McCurdy): è un'attrice professionista, molto agile anche nella ginnastica. È una ragazza molto carina ma anche un po' snob. Viene soprannominata l'attrice poiché è una brava attrice. È la migliore amica di Amanda.
- Griffin Bing (Noah Crawford): un ragazzo molto astuto che aiuta sempre gli amici. È chiamato la mente perché è lui che progetta i piani della banda. Ha una sorella minore, Melissa. E' geloso di Darren.
- Melissa Bing (Ciara Bravo): una ragazza molto scontrosa e fredda, ma in realtà è di buon cuore. È chiamata l'hacker per via delle sue grandi abilità informatiche. È la sorella di Griffin.
- Ben Dupree (Chris O'Neal): un ragazzo fantasioso e sognatore. È il migliore amico di Griffin, e viene chiamato proprio con il soprannome il migliore amico. Ha una cotta per Amanda.
- Amanda Benson (Ariana Grande): la "seconda ragazza più carina della scuola", e migliore amica di Savannah. Viene chiamata la ginnasta per via della sua bravura nella ginnastica. Ben è innamorato di lei.
- Darren Varren (Noah Munck):  il bullo della scuola, molto temuto da tutti. Viene chiamato la forza a causa della sua enorme forza fisica. Appena unitosi alla squadra comincia ad aprirsi di più, e a provare qualcosa per Savannah
- Paul Swindell (Fred Ewanuick): un venditore disonesto, comprerà la figurina di Ben a poco prezzo per poi rivenderla, mentendo sul suo vero valore. Alla fine verrà truffato e preso in giro dalla squadra.